# 阿知

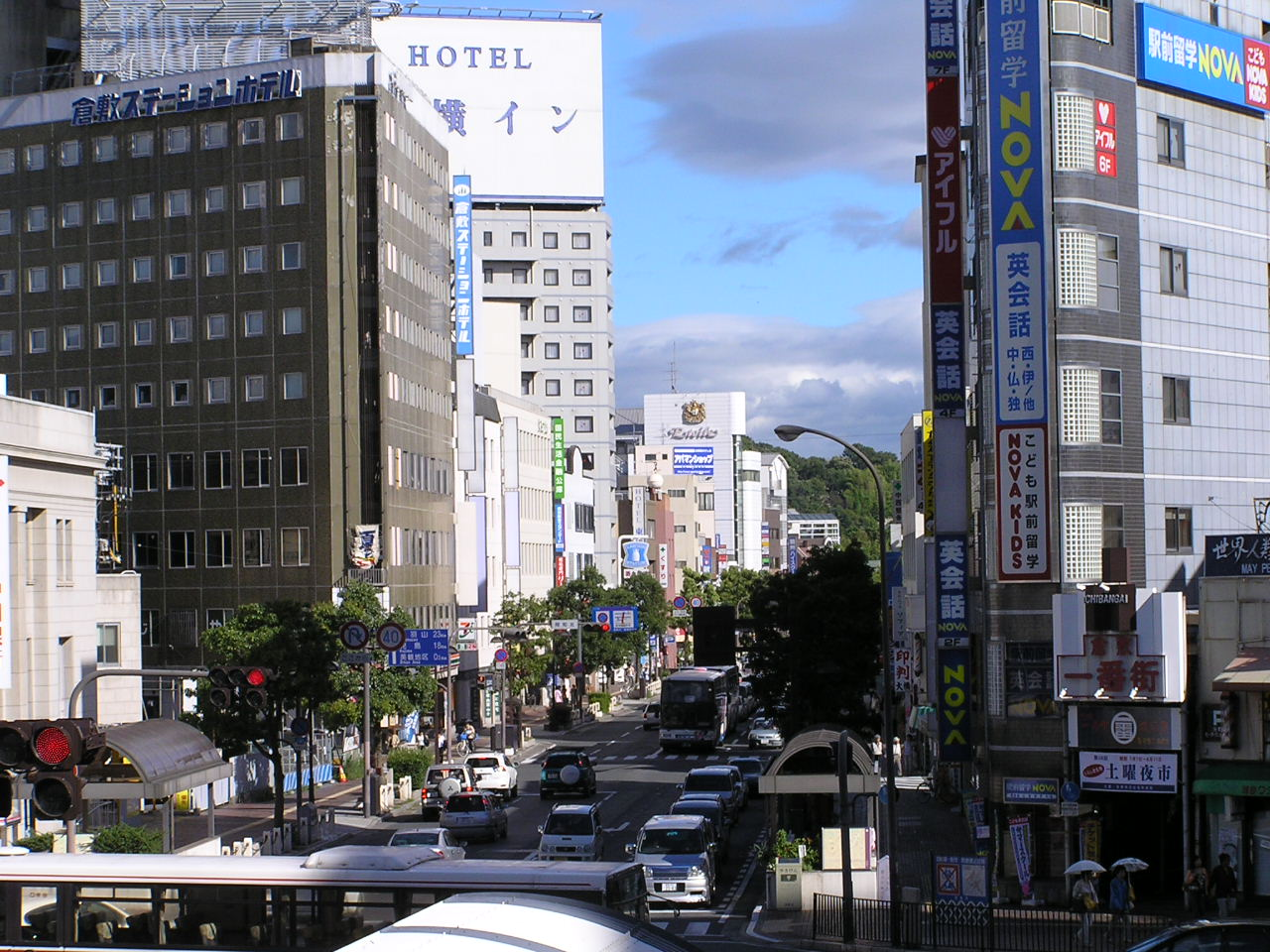
倉敷駅前の風景

阿知（あち）は、岡山県倉敷市にある町丁である。一丁目から三丁目からなる。いわゆる「倉敷駅前」と呼ばれる一帯で、倉敷駅南側周辺に位置する。郵便番号は、710-0055（倉敷郵便局管区）。総人口は1137人、世帯数は611世帯。

## 地理
一丁目から三丁目からなり、JR倉敷駅南側一帯にあたる。鶴形山の北西に位置し、同市の中心市街地の中枢であり、駅前繁華街となる商業地域、および業務地域である。複数の商店街を形成しており、また中央部を倉敷駅から南に市道古城池（通称・中央通り、元町通り）が通る。
かつては倉敷で最も活況を呈した商店街を要し、周辺は大変賑わったが、近年は郊外型の店舗の隆盛により、空洞化が問題とされている。一方で、それを打破すべく朝市の三斎市などが催されて賑わっている。

### 商店街
中央通り東側
- BIOS（倉敷センター街）
- 倉敷栄天街商店街
- 倉敷えびす通り商店街
- 倉敷えびす商店街
- 倉敷阿知町東部商店街
- 倉敷本通り商店街

中央通り西側
- 倉敷一番街商店街

## 歴史
中世後期までは島嶼の北端で、周囲は吉備の穴海の西部にあたる「阿知の海」と呼ばれる海域であった。当地は島嶼北西端付近の沿岸地域であった。しかし、宇喜多秀家の命により家臣の岡利勝が指揮し、早島から当地のある島嶼を経て現在の倉敷市酒津付近まで堤防（通称・宇喜多堤）を築き干拓を行った。以来、本土と陸続きとなっている。
昭和47年、栄町・新栄町・元町・浜田町・戎町・宮坂町・旭町・平和町・阿知町などの町区（旧町割）を統合・整理して、阿智神社およびかつての阿知の海に由来し「阿知」と命名された。都市計画街路整備に順応し区画され、丁目も設定された。

## 丁目別人口・世帯数
倉敷市の住民基本台帳による統計（平成23年6月末）。
| 丁目   | 人口  | 男性人口 | 女性人口 | 世帯数 |
| ------ | ----- | -------- | -------- | ------ |
| 一丁目 | 101   | 45       | 56       | 68     |
| 二丁目 | 478   | 223      | 255      | 256    |
| 三丁目 | 558   | 239      | 319      | 287    |
| 総計   | 1,137 | 507      | 630      | 611    |

## 行事・イベント等
- 三斎市 - 毎月第三日曜日
- ハートランド倉敷 - 五月上旬
- 倉敷天領夏祭り - 七月下旬